# Rakoniewice Milickie
Rakoniewice Milickie − zmodernizowany w latach 2018–2019, nieczynny przystanek kolejowy w Rakłowicach, w Polsce, w województwie dolnośląskim, w powiecie milickim.